# Verwaltungsregion Seeland
Die Verwaltungsregion Seeland im Kanton Bern wurde auf den 1. Januar 2010 gegründet und umfasst zwei Verwaltungskreise von zusammen 434,33 km²:
| Name des Verwaltungskreises | Einwohner (31. Dezember 2023) | Fläche in km² | Anzahl Gemeinden (2019) |
| --------------------------- | ----------------------------- | ------------- | ----------------------- |
| Biel/Bienne                 | 105'061                       | 97,66         | 19                      |
| Seeland                     | 78'244                        | 337,10        | 42                      |
| Total (2)                   | 178'477                       | 434,33        | 61                      |